# Hans Schleger
 Hans Schleger, als Künstler mit:  Zéró  zeichnend (* 29. Dezember 1898 in Kempen, Kreis Kempen in Posen als Hans Leo Degenhard Schlesinger; † 18. September 1976 in London) war ein deutsch-britischer Grafiker und Grafikdesigner, spezialisiert auf Gebrauchsgrafik, international auch bekannt für seine Plakatkunst.

## Leben und Werk
Hans Schleger, ursprünglich Schlesinger, war ein Sohn des Arztes Eduard (Elkan) Schlesinger (1859–1932) und seiner Frau Bianka geb. Mendelsohn (1871–1942), die in Treblinka ermordet wurde. Sein älterer Bruder war der Drehbuchautor Walter Schlee.
Schleger studierte von 1918 bis 1921 an der Kunstgewerbeschule in Berlin, zu einem Zeitpunkt, als dort die Einflüsse des Bauhauses eine große Rolle spielten.

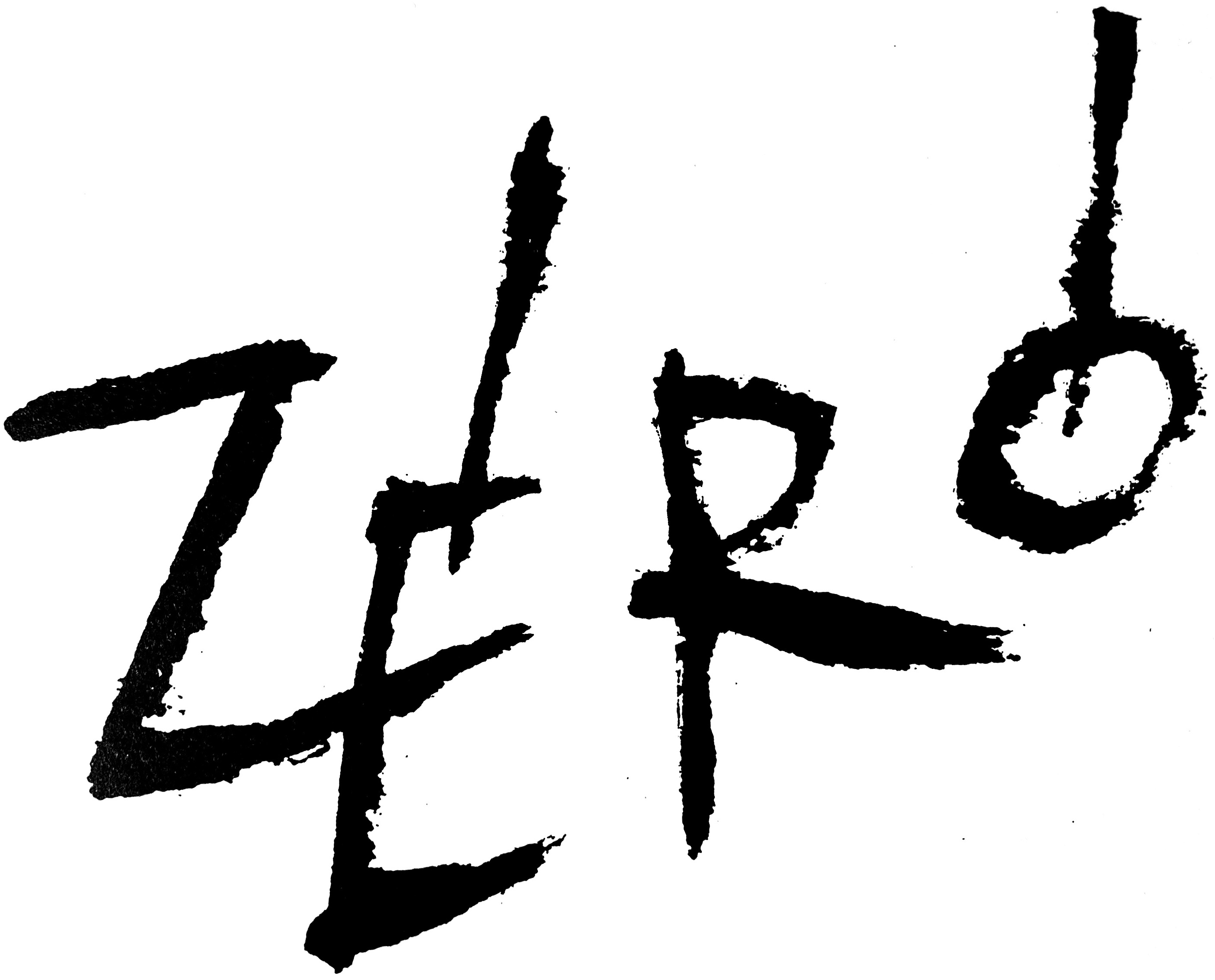
Signatur

Von 1921 bis 1924 war Schleger als Werbe- und Film-Designer für Carl Hagenbeck, auch in Berlin tätig. Im Jahre 1924 zog er für fünf Jahre nach New York City, wo er, zunächst als freischaffender Designer, dann ein Jahr als Art Director einer Werbeagentur arbeitete. Er lehrte für eine Weile als Gastprofessor am Institute of Design in Chicago, Illinois. In dieser Zeit nahm er das Pseudonym Zéró an zur Gründung seines eigenen Studios in der Madison Avenue in New York im Jahr 1926. Im Jahr 1929 kehrte Schleger nach Berlin zurück und arbeitete für das deutsche Büro von WS Crawford's Werbeagentur. Im Jahr 1932 ließ er sich dauerhaft in England nieder und bekam die britische Staatsbürgerschaft im Jahr 1938.
Er eröffnete sein eigenes Studio und war vor allem mit der Gestaltung und Werbung für britische Industrieunternehmen, darunter die British Sugar Corporation, Fisons, MacFisheries, Finmar, die John Lewis Partnership und andere Firmen beschäftigt. Schleger war ein enger Freund von Edward McKnight Kauffer. Beide waren frühe Vertreter des Begriffs „Corporate Identity“. Schlegers Plakatentwürfe weisen einen intelligenten und humorvollen Umgang mit modernen Gestaltungstechniken wie zum Beispiel der Fotomontage auf. Populär waren seine Werbekampagnen für „Shell“ und die Londoner Transportgesellschaft. Im Jahr 1935 modernisierte er das „circle-and-bar“-Symbol von London Transport, das seitdem als Bushaltesymbol eingesetzt wurde. Schleger war Mitglied der Alliance Graphique Internationale (AGI). So gestaltete er die dreieckige Flasche der Whiskymarke Grant’s der Brennerei William Grant & Sons.
Während des Zweiten Weltkrieges gestaltete Schleger viele Plakate, zum Beispiel für die London Transport, das Ministerium für Ernährung und andere Regierungsprojekte.
Im Jahr 1946 war Schleger maßgeblich an der Entstehung des Standardwerks „The Practice of Design“ beteiligt. Während der 1950er und 1960er Jahre setzte er gemeinsam mit F. H. K. Henrion (1914–1990) den Gedanken der Corporate Identity in Großbritannien durch. Sie arbeiteten dafür mit der Werbeagentur Mather und Crowther zusammen. Im Jahr 1953 gründeten sie „Hans Schleger and Associates“. Im Jahr 1959 wurde er zum Royal Designer for Industry ernannt. Schleger erarbeitete die Logos und Signets für das Design Centre in Haymarket, London im Jahr 1955 und für das Edinburgh International Festival 1966.
Schleger hielt weltweit Vorträge und hatte internationale Ausstellungen. Er war Gastdozent an der Chelsea Polytechnic, am Central Saint Martins College of Art and Design, am Royal College of Art, alle in London, und am Regional College of Art in Manchester. Er war Gastprofessor am Institute of Design in Chicago für ein Jahr. Einzelausstellungen seiner Werke fanden in London, New York und Chicago, in vielen europäischen Galerien und Museen und in Tokio statt. Im Jahr 1964 war er Teilnehmer der documenta III in Kassel in der Abteilung Graphik.